# Bitwa pod Fredericksburgiem (1863)
II bitwa pod Fredericksburgiem – starcie zbrojne, które miało miejsce 3 maja 1863 roku podczas wojny secesyjnej pod miastem Fredericksburg w stanie Wirginia w USA.
Do bitwy doszło, gdy generał Południa Robert E. Lee pozostawił dywizję generała Jubala Early’ego do obrony Fredericksburga, a sam pomaszerował z resztą armii na spotkanie generała Hookera, który rozpoczął ofensywę pod Chancelorsville. 3 maja VI korpus Unii pod dowództwem generała Sedgwicka wzmocniony dywizją generała Johna Gibbona z II korpusu przekroczył Rappahannock River i zaatakował konfederackie okopy pod Marye’s Heights. Konfederaci pod naporem liczniejszego przeciwnika wycofali się na południowy zachód od miasta i przegrupowali.